# Alois Hadamczik
Alois Hadamczik (né le 20 juin 1952 à Opava en Tchécoslovaquie aujourd'hui ville de République tchèque) est entraîneur de hockey sur glace professionnel. Pendant un temps, son frère, Evžen, et lui ont été propriétaires du club de football de sa ville natale, le FC Baník Ostrava.

## Carrière

### Carrière de joueur
Hadamczik joue au hockey dans sa jeunesse mais sans réellement s'imposer. Il connaît sa meilleure saison en jouant avec le HC Tatra Kopřivnice en seconde division tchèque mais jouera également pour les clubs HC Slezan Opava, HC Nový Jičín et de HC Havířov.

### Carrière d'entraîneur

#### Entraîneur en club
À partir de 1984, il devient l'entraîneur du club de Třinec, le HC Železárny et il restera dans l'entourage du club pendant des années.  Il rejoint ensuite le club allemand de la ville de Sonthofen et y reste le temps de la saison 1990-91. Le club évolue alors en troisième division et finit à la dernière place du classement de la poule sud. La saison suivante, il prend la tête de l'EV Füssen mais encore une fois les résultats ne suivent pas avec une avant-dernière place au classement de la seconde division.
Il commence la saison suivante avec Füssen mais va finalement rentrer en Tchécoslovaquie en cours de saison pour prendre la tête du HC Olomouc, le club perdant au premier tour des playoffs. Pour la première saison de partition de son pays et du nouveau championnat tchèque, l'Extraliga, il prend la tête du HC Vítkovice pour deux saisons.
Renvoyé de l'équipe, il retourne dans son premier club pour prendre la tête du HC Železárny de Třinec qui vient d'accéder à l'élite tchèque. Il emmène en 1997-1998 son équipe en finale de la saison mais va finalement perdre contre l'HC Slovnaft Vsetín. En 2000, il est de retour avec Vítkovice et guide le club vers la troisième place de la saison. À l'issue de la saison 2001-2002, son équipe, le HC Vítkovice, perd en finale du championnat contre le Sparta Praha et également déçu de ne pas avoir été choisi pour prendre la suite de Josef Augusta, il décide de prendre une année sabbatique. Malgré tout, en décembre 2002, il est tout de même appeler pour prendre la tête du Sparta, poste qu'il va accepter et Hadamczik va y rester pendant deux saisons finissant à chaque fois à la troisième place du championnat.

#### Entraîneur avec l'équipe nationale
En 2003, il prend la tête de l'équipe junior de République tchèque, guidant les jeunes joueurs en 2005 à la médaille de bronze. Il est finalement mis en place à la tête de l'équipe senior pour les jeux Olympiques de 2006 à Turin. Il est alors la cible de toutes les attentions, alignant une grosse équipe dont Jaromír Jágr, Patrik Eliáš mais également avec l'embarras du choix pour le poste de gardien de but : Tomáš Vokoun, Milan Hnilička et enfin Dominik Hašek.
Finalement, le choix se relève plus simple que prévu, Hašek titulaire du premier match se blesse et Vokoun va faire les matchs suivants. Finalement, Hnilička va jouer le match des quarts de finale et Vokoun devant prendre un peu de repos ne va pas s'entraîner pour les demi-finales. Il rentre tout de même en jeu à la moitié du temps de jeu pour remplacer Hnilička dont la défense a totalement pris l'eau en 30 minutes, encaissant 4 buts par les Suédois. L'équipe termine finalement à une troisième place du podium décevante.
Quelques mois plus tard, une nouvelle compétition internationale a lieu et même si les Tchèques échouent une nouvelle fois contre la Suède, l'élimination ne vient qu'en finale et Hadamczik remporte une médaille d'argent en accordant toute sa confiance à Hnilička.
Le championnat du monde 2007 est encore une fois difficilement préparé par Hadamczik qui décide d'appeler en tant que numéro un dans ses buts Roman Čechmánek. Vokoun est donc écarté mais Hnilička refuse de venir pour être numéro 2 de l'équipe. L'équipe va finir à la septième place en perdant dès le premier tour des playoffs contre les Russes sur la marque de 4 buts à 0. À la suite d'un nouvel échec lors du championnat du monde 2008 raté, il présente sa démission et quitte ses fonctions après trois ans à la tête de la sélection.
Il reprend le poste d'entraîneur et de directeur général de Vítkovice pour la saison 2008-2009.